# 安格拉斯奧克斯 (加利福尼亞州)
安格拉斯奧克斯（英語：Angelus Oaks）是位於美國加利福尼亞州聖貝納迪諾縣的一個非建制地區。該地的面積和人口皆未知。

## 地理
安格拉斯奧克斯的座標為34°08′45″N 116°58′57″W / 34.14583°N 116.98250°W，而該地的平均海拔高度為1768米（即5800英尺）。